# Батиста Пининфарина
Джовани Батиста „Пинин“ Фарина (на италиански: Giovanni Battista „Pinin“ Farina), по-късно само Батиста Пининфарина е италиански автомобилен дизайнер, основател на компанията „Carrozzeria Pininfarina“. Името му се свързва с много от спортните автомобили, предимно от италианската марка Ферари.

## Биография
Пининфарина е роден на 2 ноември 1893 година в град Торино. Той е десето от едининадесетте деца, като поради дребния му ръст е наричан „пинин“ (което на пиемондски език означава „дребен“, „малък“). Започва работа в авто-работилницата на брат си Джовани, когато е едва на 12 години. Така започва страстта му към автомобилите. Работи във фирмата на брат си Stabilimenti Industriali Farina в продължение на 10 години, изучавайки до съвършенство автомобилните каросерии. В тези години започва работа върху първия си собствен автомобил.
Основава „Carrozzeria Pininfarina“ през 1930 година, като дейността на фирмата се фокусира върху външния дизайн на автомобилите, като благодарение на своите решения бързо печели поулярност. Батиста започва да работи за Ферари през 1952 година, подпомаган от своя син и вече ръководител на фирмата Серджо Пининфарина.
Фарина официално променя името си през 1961 година. Промяната е одобрена от Президента на Италия и Министъра на правосъдието.
Последният проект на Батиста е „иконата“ в автомобилизма – Алфа Ромео 1600 Duetto. Колата е показана на автомобилното изложение в Женева, през март 1966 година. Умира няколко седмици по-късно.
Неговият племенник, Нино Фарина, е първият Световен шампион във Формула 1.